# Andrew Wright
Pour les articles homonymes, voir Wright.
Andrew Wright est un footballeur anglais né le 15 janvier 1985 à Liverpool. Il évolue au poste de milieu.

## Carrière
- 2001-2004 : Liverpool FC B  Angleterre
- depuis  janvier 2008 : Scunthorpe United  Angleterre
- septembre 2010-octobre 2010 : Prêt Grimsby Town FC  Angleterre